# Hicham ben Abdallah Alaoui
Moulay Hicham (en arabe : مولاي هشام), né le 4 mars 1964 à Rabat, est un membre de la famille royale alaouite du Maroc, cousin germain du roi Mohammed VI. Il est le troisième dans l'ordre de succession au trône.

## Biographie

### Jeunesse et formation
Moulay Hicham, né le 4 mars 1964 à l'hôpital Avicenne de Rabat, est le fils de Moulay Abdellah, frère du roi Hassan II, et de Lamia el-Solh (« Lalla Lamia »), fille de Riad el-Solh — premier des présidents du Conseil des ministres du Liban après son indépendance — et sa femme syrienne Fayza Al-Jabiri,. Par sa mère, il est le cousin d'Al-Walid ben Talal d'Arabie saoudite.
Il a fait ses études universitaires de master à l'université de Princeton et de post-diplôme à l'université Stanford.

### Vie privée et maritale
Moulay Hicham a épousé en 1995 à Sharifa Lalla Malikade son nom de naissance; née Malika Benabdelali, avec laquelle il a eu deux filles : Faizah (1996) et Haajar (1999).

### Activités
Hicham el-Alaoui est actuellement chercheur invité au Center on Democracy, Development, and the Rule of Law de l'université Stanford et appartient au Comité consultatif de l'Institut Freeman Spogli pour les études internationales.
Par ailleurs, il a créé la Fondation Moulay Hicham (aujourd’hui Fondation Hicham Alaoui), pour la recherche en sciences sociales sur l'Afrique du Nord et le Moyen-Orient, qui a son siège social à Vaduz (Liechtenstein), et comme homme d'affaires, l'entreprise Al Tayyar Energy, dans le domaine des énergies renouvelables.

### Prises de position
Hicham Alaoui est parfois surnommé le « prince rouge » en raison de son engagement pour une démocratisation du régime politique marocain, qui l'a conduit à critiquer publiquement, à plusieurs reprises, l'institution royale. Ses prises de position, publiées notamment dans Le Monde, Le Monde diplomatique ou Politique internationale, lui ont assuré une certaine notoriété médiatique tout en créant des tensions importantes dans sa relation avec Hassan II, puis avec son successeur, Mohammed VI, alors que ce dernier a tenté au début de son règne de rompre avec les pratiques de son père en menant une politique progressive de démocratisation[réf. nécessaire].
Le 30 janvier 2012, il a fait une sortie remarquée dans le cadre d'une conférence organisée par HEC Monde arabe, une association tenue par de jeunes étudiants à HEC Paris. À la fin de la conférence, il s'est déclaré favorable au mouvement du 20-Février.
Le 7 novembre 2013, il est intervenu à la conférence Harvard Arab Weekend. Son état des lieux du monde arabe, au lendemain des révolutions, fut sans complaisance.
Le 8 septembre 2017, il est expulsé de Tunisie alors qu'il venait y tenir une conférence sur la transition démocratique tunisienne.
En janvier 2023, Hicham Moulay est expulsé de Tunisie alors qu'il venait y tenir une conférence organisée par l'édition arabe du mensuel français Le Monde Diplomatique.

## Distinctions
- Grand-officier de l'ordre de l'Infant Dom Henri

## Publications
- Journal d'un prince banni : Demain, le Maroc, Paris, Éditions Grasset, coll. « Documents français », 2014, 380 p.  — publié sous le nom de Moulay Hicham El Alaoui, cet ouvrage a entraîné de nombreuses réactions marocaines[14],[15].
- Textes, articles et communications (dont « L'autre Maroc », Pouvoirs, Paris, Le Seuil, no 145 « Le Maroc »,‎ avril 2013, p. 59-69, qui est une projection du Maroc cinq ans après[16]), rassemblés sur Moulayhicham.com[17].
- « Le Maghreb entre autoritarisme et espérance démocratique », Le Monde diplomatique, no 752, novembre 2016.